# قصبه زانگوی
قصبه زانگوی (به اویغوری: زاڭگۇي يېزىسى)(به چینی: 藏桂乡، به پین‌یین: Zàngguì Xiāng) یک قصبه در چین است که در شهرستان گوما، ولایت ختن، منطقه سین‌کیانگ واقع شده‌است. قصبه زانگوی ۸۵۵ کیلومتر مربع مساحت و ۱۳٬۰۲۷ نفر جمعیت دارد.